# Marion (Dakota Północna)
Marion – miasto w Stanach Zjednoczonych, w stanie Dakota Północna, w hrabstwie LaMoure.